# Geisteswissenschaft
Der Begriff Geisteswissenschaft ist in der deutschsprachigen Denktradition eine Sammelbezeichnung für unterschiedliche Einzelwissenschaften („Disziplinen“). Diese Geisteswissenschaften arbeiten, verwenden und untersuchen mit unterschiedlichen Methoden Bereiche, welche mit kulturellen, geistigen, medialen, teils auch sozialen bzw. soziologischen, historischen, politischen und religiösen sowie mystischen Phänomenen zusammenhängen. Die meisten Geisteswissenschaften betreiben dabei also auch in einem gewissen Maße Anthropologie, da in allen Disziplinen der Mensch und seine Werke im Mittelpunkt stehen (→ Anthropologie). 
Wilhelm Dilthey (1833 bis 1911) formulierte eine Theorie der Geisteswissenschaften und grenzte die Geisteswissenschaften damit vom damals dominierenden Naturalismus ab.  
Dilthey gilt als Begründer der Theorie der Geisteswissenschaften. 
Als deren Methode entwickelte er die Hermeneutik und die verstehende Psychologie erheblich weiter.

## Geschichte

### Begriffsgeschichte
Das Wort „Geisteswissenschaft“ ist schon in einer 1787 anonym verfassten Schrift mit dem Titel Wer sind die Aufklärer? belegt. Dort steht: „Wenn sage ich, Geistliche, die doch in der Gottesgelehrtheit und Geisteswissenschaft sorgfältigst sind unterrichtet worden …“ Der Autor bezieht sich also noch auf eine Theorie der „Pneumatologie des Geistes“. Damit ist eine Wissenschaft gemeint, welche Erklärungen gibt, die sich nicht auf natürliche, sondern „geistige“ Ursachen beziehen. In diesem Sinne redet auch z. B. Gottsched von einer „Geisterlehre“.
Fritz van Calker und Friedrich Schlegel verwenden „Geisteswissenschaft“ als Synonym für Philosophie überhaupt.
Näher am heutigen Wortsinn ist, was David Hume mit „moral philosophy“ meint, was Jeremy Bentham als „Pneumatologie“ von „Somatologie“ abgrenzt und was Ampère „Noologie“ im Gegensatz zur „Kosmologie“ nennt. John Stuart Mill bezeichnet in seinem System der deduktiven und induktiven Logik von 1843 mit „moral sciences“ die Disziplinen Psychologie, Ethologie und Soziologie. Mill bezieht dabei die induktive Logik auf die Datenbeschaffung aus geschichtlichen und gesellschaftlichen Phänomenen, weshalb die moral sciences so ungenau seien wie z. B. die Meteorologie. Jacob Heinrich Wilhelm Schiel hatte in einer ersten Übersetzung (in der zweiten nicht mehr) für moral sciences „Geisteswissenschaft“ gesetzt. Diese Verwendung dürfte zwar einflussreich gewesen sein, aber der deutsche Ausdruck wurde nicht, wie früher oft angenommen, als Lehnübersetzung aus Mill geprägt, sondern ist, wie angezeigt, schon früher zu finden.
Georg Wilhelm Friedrich Hegel, Franz Hillebrand und andere deutschsprachige Autoren sprechen von einer Geisteslehre oder Geisteswissenschaft. Hegels Geist-Begriff bezieht sich dabei nicht nur auf Individuen, sondern auch auf Gruppen und als objektiver Geist auf die Welt überhaupt.
Etwa im heutigen Sinne tritt das Wort „Geisteswissenschaft“ bei dem sonst unbekannten Ernst Adolf Eduard Calinich (* 25. März 1806 in Bautzen – 1824 stud.phil. in Leipzig, Mitglied in der Lausitzer Predigergesellschaft – 1844 Vizedirektor am Seminar in Dresden) auf, der 1847 zwischen der „naturwissenschaftlichen und der geisteswissenschaftlichen Methode“ unterscheidet, eine Zweiheit, von der unspezifisch auch schon 1824 bei W. J. A. Werber die Rede ist.
Der Ausdruck „Geisteswissenschaft“ bekommt seine Prägnanz wesentlich durch Wilhelm Dilthey (Einleitung in die Geisteswissenschaften, 1883) und ist eng mit den politischen und universitären Voraussetzungen im deutschen Sprachgebiet verbunden.
Prägend ist dabei u. a. die Ausbildung der historischen Schule im Gefolge u. a. von Friedrich Carl von Savigny, Leopold von Ranke und Johann Gustav Droysen, die in kritischer Absetzung u. a. zu Hegel ein Ideal für Näherbestimmungen des methodischen Propriums von „Geisteswissenschaften“ vorgibt.
Dilthey definierte die Geisteswissenschaften in scharfer Entgegensetzung zu den Naturwissenschaften durch die ihnen eigene Methode des Verstehens, wie sie als Hermeneutik seit Friedrich Schleiermacher auch außerhalb der Philologie gebräuchlich geworden war. Dilthey suchte sie als „Erfahrungswissenschaft der geistigen Erscheinungen“ beziehungsweise als „Wissenschaft der geistigen Welt“ zu begründen. Sie sollte eine ursprünglich konzipierte „Kritik der historischen Vernunft“ empirisch erweitern.
Dilthey griff zur Wortbildung „Geisteswissenschaften“ Hegels Begriff des Geistes auf. Hegel bezog den Begriff „Geist“ auf das „Geistesleben“ einer Gruppe, eines Volkes oder einer Kultur. Der Begriff ist daher stark an die deutsche idealistische Tradition und Hegels Konzept des objektiv-objektivierten Geistes gebunden. Dies ist bis heute Grund dafür, dass er sich kaum übersetzen lässt. Übliche Analoga sind humanities, (liberal) arts und human studies. Das französische Analogon ist meist sciences humaines.
Wichtig für die frühe Konzeption der Geisteswissenschaften waren die Gegensatzpaare Geist–Natur, Geschichte–Naturwissenschaft, Verstehen-Erklären. Während die Naturwissenschaft versuchte, die Natur aufgrund ewiger Gesetze zu erklären, sah man es als Aufgabe einer historisch ausgerichteten Geisteswissenschaft, das Geistesleben vergangener Völker in ihrer Einmaligkeit zu verstehen.
Zu Mitte und Ende des 19. Jahrhunderts orientieren sich außerdem viele Autoren an der kantischen Erkenntnistheorie und v. a. am sogenannten Psychologismus. So definiert etwa Wilhelm Wundt, dass die Geisteswissenschaften ansetzen, „wo der Mensch als wollendes und denkendes Subject ein wesentlicher Faktor der Erscheinungen ist“. Theodor Lipps definierte – bezogen auf das Individuum – die „Geisteswissenschaft“‘ als „Wissenschaft der inneren Erfahrung“. Er hielt die individuelle „innere Erfahrung“ für den grundlegenden Maßstab von Erkenntnistheorie, Logik, Psychologie und Wahrnehmung. Ähnlich die „Südwestdeutsche Schule“ des Neukantianismus (Wilhelm Windelband, Heinrich Rickert). Im Sinne von Psychologismus und historischer Schule wird hier postuliert: Geisteswissenschaften sind ideographisch, nicht nomothetisch (W. Windelband); sie sind individualisierend und wertbezogen, nicht generalisierend (H. Rickert), „auf historische Einmaligkeiten und nicht nur auf Gesetzmäßigkeiten gerichtet“. Rickert nennt die Geisteswissenschaften, da er sie auf Kulturwerte bezieht, auch „Kulturwissenschaften“. Auch Max Weber und Ernst Troeltsch stehen dieser Wertphilosophie nahe.
Die Marburger Schule (Hermann Cohen u. a.) dagegen sieht die Logik der Geisteswissenschaften in der Rechtswissenschaft.
Um 1900 ist dann der lebensphilosophische Geistbegriff u. a. Diltheys weithin prägend, so etwa bei Philosophen und Pädagogen wie Nicolai Hartmann, Otto Friedrich Bollnow, Eduard Spranger, Theodor Litt, Herman Nohl, Georg Misch, Hans Freyer und Erich Rothacker.
Im Gefolge des Linkshegelianismus wird die nach Hegel und der Lebensphilosophie übliche Rede von „Geisteswissenschaften“ Mitte des 20. Jahrhunderts im marxistischen Sprachgebrauch weitgehend ersetzt durch „Sozialwissenschaften“ oder „Gesellschaftswissenschaften“.
Der Begriff umfasst im „deutschen Sprachgebrauch sämtliche Wissenschaften, die nicht Naturwissenschaften sind (mit Ausnahme der Mathematik), also alle, die in der theologischen, juristischen und philosophischen (d. i. philologisch-historischen) Fakultät gepflegt werden“.
Auch wenn in den Geisteswissenschaften heute noch davon ausgegangen wird, dass sich kulturelle Bedeutungszusammenhänge, Sinnstrukturen, Verstehens- und Wahrnehmungsweisen nicht allein im Rahmen einer naturwissenschaftlichen Betrachtungsweise behandeln lassen, so ist die starke Opposition zwischen den Disziplinen inzwischen verschwunden, und es wird versucht, durch interdisziplinäre Ansätze beide Zugangsweisen zu kombinieren.

„Geisteswissenschaften und Naturwissenschaften stehen heute zueinander wie Regent und Regierung in einer konstitutionellen Monarchie.“

### Gesellschaftlicher Hintergrund
Über diese erkenntnistheoretischen Erörterungen hinaus führten jedoch auch politische und soziale Absichten zu solchen Schlüssen: Die Nützlichkeit technischer Neuerungen täuschte nach der Julirevolution von 1830 und der Märzrevolution von 1848 über den gescheiterten gesellschaftlichen Konsens hinweg. Die aufstrebenden Natur- und Ingenieurwissenschaften stützten mindestens vordergründig die restaurative Macht des Spätabsolutismus. Hermeneutik hat dagegen mit einem stets neu zu findenden und zu erhaltenden Konsens von Beobachtern zu tun und entzieht sich der empirischen Nachweisbarkeit in Spurensicherung oder Experiment, die mit Erfolg gegen ältere wissenschaftliche Methoden ausgespielt wurden. Um dem gewachsenen Anspruch auf Wertfreiheit und Objektivität zu genügen, musste sich allerdings auch die Hermeneutik vermehrt der Spurensicherung bedienen. Dieses Konzept einer Wissenschaft erschien Dilthey verteidigenswert.
Der Aufschwung der Naturwissenschaften seit Anfang des 19. Jahrhunderts war einhergegangen mit der Herausbildung neuartiger Disziplinen im Rahmen der alten Philosophischen Fakultät, die sich durch rigorose Methodik auszeichneten; die alte Einheit war unwiederbringlich verloren. Damit war ein Großteil der alten Fächer in Frage gestellt. Das Konzept der Geisteswissenschaften half diesen, sich zu behaupten und zu modernisieren. So haben sich die alten Fakultätswissenschaften Theologie und Rechtswissenschaft erfolgreich als Geisteswissenschaften neu definiert.
Eine ähnliche und parallel laufende Unterscheidung ist die zwischen nomothetischen („regelsetzenden“) und idiographischen („beschreibenden“) Wissenschaften, die manchmal dazu dient, die Sozialwissenschaften als nomothetisch abzugrenzen. Sie geht auf Wilhelm Windelband zurück.
Ein weiterer wichtiger Faktor für die Entstehung der Geisteswissenschaften war das Verhältnis zwischen Universität und Staat: Im 19. Jahrhundert hatten sich die bürgerlichen Gelehrten, Künstler und Literaten einen Geistesadel und eine Hochkultur geschaffen, und diesen „Geist“ galt es nicht zuletzt gegenüber der führenden Oberschicht zu behaupten. Der Adel dagegen benötigte keine Reputation durch künstlerische oder wissenschaftliche Betätigung. Er zog sich zurück und tendierte eher zur populären Unterhaltung.
Ob eine Geschichtlichkeit von „Seelenvorgängen“ (Dilthey) etwas Kollektives sein kann, war nicht zuletzt eine politische Haltung. Georg Friedrich Hegel betrachtete den Geist als etwas Überindividuelles, nicht bloß Subjektives. Dies traf in einer Zeit der fehlenden staatlichen Einheit und der missglückten Emanzipation des Bürgertums von partikularisierenden Interessen des Adels auf breite Zustimmung. Mehr als in anderen Sprachgebieten ist im deutschen das Wollen und Handeln („Wirken“) eines gemeinschaftlichen Geistes behauptet worden. Aus dieser Tradition heraus entstanden Allgemeinbegriffe wie Zeitgeist, „Geist einer Nation“, „Geist einer Epoche“. Max Weber sprach von einem „Geist“ des Kapitalismus (Die protestantische Ethik und der Geist des Kapitalismus, 1904/05).
Dieser Begriff des Geistes, der Institutionen, Strukturen und Erklärungsmuster zu etwas von sich aus Lebendigem macht, blieb nicht unumstritten. So gab es immer den Vorwurf, dass die traditionellen Autoritäten de facto durch technische und bürokratische Apparate ersetzt worden seien, die die Willensfreiheit zum Sachzwang machten. Eine ähnliche Ansicht hat Friedrich Kittler mit seiner Forderung einer „Austreibung des Geistes aus den Geisteswissenschaften“ vertreten.
In der interdisziplinär angelegten Aktion Ritterbusch wurden Geisteswissenschaften in die völkische Ideologie des Nationalsozialismus und die Verherrlichung des Krieges eingebunden.
Als Gegenbewegung nach dem Zweiten Weltkrieg erfolgte eine starke Individualisierung. Die wissenschaftliche Würdigung großer Persönlichkeiten und ihrer Werke blendete mitunter ihre geschichtlichen Bedingtheiten aus. In der Literaturwissenschaft wurde die werkimmanente Interpretation üblich.
Der Titel der 1959 erschienenen These der Zwei Kulturen von C. P. Snow wurde zum Schlagwort: Geisteswissenschaften (englisch humanities) und Naturwissenschaften trennen unvereinbare Wissenschaftskulturen, die sich derart diametral gegenüberstehen, dass eine Kommunikation unmöglich scheint. Als Reaktion auf diese stark rezipierte Studie erschien im Jahr 1995 John Brockmans Die dritte Kultur als Vision einer Vermittlung zwischen den Wissenschaften.

## Aktuelle Bestimmung der Geisteswissenschaften

### Wissenschaftsgliederung
Wie die Begriffsgeschichte illustriert, hat der Ausdruck „Geisteswissenschaft“ eine wechselhafte Verwendung erfahren. Bis in die Gegenwart hat die Vielfalt unterschiedlicher Einzelwissenschaften weiter zugenommen, wobei unterschiedliche institutionelle Systematiken entstanden, etwa was die unterschiedliche verwaltungsmäßige Zusammenlegung zu universitären Fachbereichen und Fakultäten betrifft.
Unter die verschiedenen heute gebrauchten Sammelbegriffe zählen beispielsweise neben „Geisteswissenschaften“ Bezeichnungen wie Sozialwissenschaften, Naturwissenschaften, Humanwissenschaften (Wissenschaften, die irgendeinen Aspekt der Menschen zum Untersuchungsgegenstand haben, wie neben Geistes- und Sozialwissenschaften Humanbiologie, Medizin u. a.), Kulturwissenschaften, Lebenswissenschaften usw. Auch hier besteht im Detail und in Grenzfällen, v. a. was neuere interdisziplinäre Fächer und Studiengänge betrifft, kein Konsens über Begriffsbestimmung oder Begriffsumfang, also insbesondere darüber, welche faktischen Studiengänge aus welchen kriteriologischen Gründen unter welchen dieser Sammelbegriffe gehören.
Der Theologe Arno Anzenbacher schlug 1981 beispielsweise folgende Wissenschaftsgliederung vor:
- Realwissenschaften
  - Naturwissenschaften, u. a.:
    - Physik
    - Chemie
    - Astronomie
    - Biologie

  - Kulturwissenschaften, u. a.:
    - Geisteswissenschaften, u. a.:
      - Geschichtswissenschaften
      - Kunstgeschichte
      - Musikwissenschaft
      - Literaturwissenschaften
      - Religionswissenschaften
      - Sprachwissenschaften

    - Sozialwissenschaften und Wirtschaftswissenschaften
- Formalwissenschaften, u. a.:
  - formale Logik
  - Mathematik
  - Strukturwissenschaften

Zahlreiche Theoretiker sowie eine Vielzahl der Institute rechnen weder die Sozial- und Wirtschaftswissenschaften noch die Humanwissenschaften (im engeren Sinne) zu den Geisteswissenschaften. Umgekehrt werden aber nach weit überwiegendem Verständnis die Geisteswissenschaften als eine Untergruppe der Sozialwissenschaften betrachtet.

### Aufgabe der Geisteswissenschaften
Odo Marquard vertrat 1986 die These, es sei die Aufgabe der Geisteswissenschaften, bei fortlaufender Umwälzung und Modernisierung der Lebensverhältnisse in der technisch-zivilisatorischen Gesellschaft ein Asyl für Kultur und Tradition zu bieten und so die Modernisierung erträglich zu machen:

„Die Geisteswissenschaften helfen den Traditionen, damit die Menschen die Modernisierung aushalten können; sie sind […] nicht modernisierungsfeindlich, sondern – als Kompensation der Modernisierungsschäden – gerade modernisierungsermöglichend. Dafür brauchen sie die Kunst der Wiedervertrautmachung fremd gewordener Herkunftswelten.“

Prominente Wissenschaftler wie Wolfgang Frühwald, Hans Robert Jauß und Reinhart Koselleck forderten Anfang der 1990er Jahre eine verstärkte Umorientierung der Geisteswissenschaften hin zu den Kulturwissenschaften. In ihrer Denkschrift „Geisteswissenschaften heute“ als Ergebnis eines Forschungsprojektes des Wissenschaftsrates und der Westdeutschen Rektorenkonferenz bestimmten sie 1991 die Aufgabe und Zukunft der Geisteswissenschaften wie folgt:

„Die Geisteswissenschaften sind der ‹Ort›, an dem sich moderne Gesellschaften ein Wissen von sich selbst in Wissenschaftsform verschaffen. […] es ist ihre Aufgabe, dies in der Weise zu tun, daß ihre Optik auf das kulturelle Ganze, auf Kultur als Inbegriff aller menschlichen Arbeit und Lebensformen, auf die kulturelle Form der Welt geht, die Naturwissenschaften und sie selbst eingeschlossen.“

Auf die Frage nach der Zukunft der Geisteswissenschaften in einer zunehmend technisierten Umwelt antwortete Norbert Schneider, seinerzeit (2009) Vorsteher des von der Schließung bedrohten Instituts für Kunstgeschichte der Universität Karlsruhe:

„Jedenfalls gab und gibt es eine große Fraktion innerhalb der technischen und naturwissenschaftlichen Disziplinen, die […] die eminent wichtige Funktion der Geisteswissenschaften [übersieht], die zu großen Teilen das historisch-kulturelle Erbe bewahren, auch das von technisch-naturwissenschaftlichen Errungenschaften, z. B. in der Wissenschaftsgeschichte, an der unter anderem auch die Kunstgeschichte maßgeblich beteiligt ist. Darüber hinaus halten die Geisteswissenschaften institutionell auch eine Reflexion über die Selbstverständigung der Gesellschaft lebendig in Gang, die über reines Effizienzdenken hinausgeht.“

## Kritik
Hans Albert hat den methodologischen Autonomieanspruch der Geisteswissenschaft als solchen kritisiert. Er vertritt demgegenüber die Ansicht, dass es für Wissenschaft grundsätzlich gesehen nur eine einheitliche Methode gebe. Damit leugne er nicht, dass das (Sinn-)Verstehen eine für die Geisteswissenschaften spezifische Funktion habe; nur sei dies seiner Meinung nach keine methodologische, sondern eine der Rolle der Wahrnehmung in den Naturwissenschaften vergleichbare Funktion, ein „Sonderfall der Wahrnehmung“.

### Überblicksdarstellungen
- Wilhelm Dilthey: Einleitung in die Geisteswissenschaften. Erstausgabe 1883. Stuttgart 1922. (Text bei Zeno.org)
- Wilhelm Dilthey, Manfred Riedel (Hrsg.): Der Aufbau der geschichtlichen Welt in den Geisteswissenschaften. Suhrkamp, Frankfurt am Main 1970, ISBN 3-518-27954-8.
- Carl Friedrich Gethmann u. a.: Manifest Geisteswissenschaft der Berlin-Brandenburgischen Akademie der Wissenschaften.
- Jörg Schreiter: Hermeneutik – Wahrheit und Verstehen. Darstellung und Texte. Studien zur spätbürgerlichen Ideologie. Akademieverlag, Berlin 1988, ISBN 3-05-000664-1.
- Gunter Scholz: Zwischen Wissenschaftsanspruch und Orientierungsbedürfnis. Zu Grundlage und Wandel der Geisteswissenschaften. Suhrkamp, Frankfurt am Main 1991, ISBN 3-518-28566-1.
- Bernward Grünewald: Geist – Kultur – Gesellschaft. Versuch einer Prinzipientheorie der Geisteswissenschaften auf transzendentalphilosophischer Grundlage. Duncker & Humblot, Berlin 2009, ISBN 978-3-428-13160-0.
- Julian Hamann: Die Bildung der Geisteswissenschaften. Zur Genese einer sozialen Konstruktion zwischen Diskurs und Feld. UVK, Konstanz 2014, ISBN 978-3-86764-523-2.
- Steffen Martus / Carlos Spoerhase: Geistesarbeit. Eine Praxeologie der Geisteswissenschaften. Suhrkamp, Berlin 2022, ISBN 978-3-518-29979-1.

### Reformdebatte
- Ulrich Arnswald (Hrsg.): Die Zukunft der Geisteswissenschaften. Manutius, Heidelberg 2005, ISBN 3-934877-33-8.
- Jörg-Dieter Gauger, Günther Rüther (Hrsg.): Warum die Geisteswissenschaften Zukunft haben! Ein Beitrag zum Wissenschaftsjahr 2007. Herder, Freiburg 2007, ISBN 978-3-451-29822-6.
- Ludger Heidbrink, Harald Welzer (Hrsg.): Ende der Bescheidenheit. Zur Verbesserung der Geistes- und Kulturwissenschaften. C.H. Beck, München 2007, ISBN 978-3-406-55954-9.
- Klaus W. Hempfer, Philipp Antony (Hrsg.): Zur Situation der Geisteswissenschaften in Forschung und Lehre. Eine Bestandsaufnahme aus der universitären Praxis. Franz Steiner Verlag, Stuttgart 2009, ISBN 978-3-515-09379-8. (Rezension)
- Hans Joas, Jörg Noller (Hrsg.): Geisteswissenschaft – was bleibt? Zwischen Theorie, Tradition und Transformation (= Geist und Geisteswissenschaft, Bd. 5). Alber, Freiburg/München 2019, ISBN 978-3-495-49068-6.
- Florian Keisinger (Hrsg.): Wozu Geisteswissenschaften? Kontroverse Argumente für eine überfällige Debatte. Campus, Frankfurt am Main 2003, ISBN 3-593-37336-X.
- Bernadette Malinowski (Hrsg.): Im Gespräch: Probleme und Perspektiven der Geisteswissenschaften. (= Schriften der Philosophischen Fakultäten der Universität Augsburg. Nummer 72. Sprach- und literaturwissenschaftliche Reihe). Vögel, München 2006, ISBN 3-89650-221-2.

### Weitere Einzelaspekte
- Ewald Frie/Boris Nieswand: Keplerstraße 2. Innenansichten geisteswissenschaftlicher Forschung. C. H. Beck, München 2024, ISBN 978-3-406-82189-9.

- Frank-Rutger Hausmann (Hrsg.): Die Rolle der Geisteswissenschaften im Dritten Reich 1933–1945 (= Schriften des Historischen Kollegs. Band 53). Oldenbourg, München 2002, ISBN 3-486-56639-3.
- Till R. Kuhnle: Plaidoyer pour les intellectuels? Eine Polemik in Sachen Geisteswissenschaften. In: Grenzgänge. Beiträge zu einer modernen Romanistik. Nummer 18, Leipziger Universitätsverlag, Leipzig 2002, S. 138–146.
- Walfried Linden, Alfred Fleissner (Hrsg.): Geist, Seele und Gehirn. Entwurf eines gemeinsamen Menschenbildes von Neurobiologen und Geisteswissenschaftlern. Lit, Münster 2004, ISBN 3-8258-7973-9.
- Dieter Teichert: Vom Nutzen und Nachteil der Geisteswissenschaften. In: G. Wolters, M.Carrier (Hrsg.): Homo sapiens und Homo faber. Epistemische und technische Rationalität in Antike und Gegenwart (FS J. Mittelstrass). De Gruyter, Berlin / New York 2005, S. 405–420.